# The Best of Israel Vibration
A The Best of Israel Vibration egy 1991-es válogatásalbum az Israel Vibration jamaicai reggae-együttes számaiból.

## Számok
1. Same Song (3:59)
2. We a de Rasta (4:53)
3. I'll go through (4:00)
4. Give I Grace (3:35)
5. Friday Evening (3:31)
6. Ball of fire (4:01)
7. Top Control (3:39)
8. Why worry (4:18)
9. Crisis (4:26)
10. Never Gonna Hurt (3:04)